# Sankt Hans Gades skole
Sankt Hans Gades skole var en skole beliggende i Sankt Hans Gade på Nørrebro i København. Bygningens arkitekt var P.C. Hagemann. Oprindelig kaldtes skolen Friskolen på Nørrebro.
Den ene af bygningerne huser i dag DIA Privatskole.

## Vigtige årstal
- 1863 Oprettet som Friskolen på Nørrebro
- 1880 - 1881 benævnt friskolen på hjørnet af Sankt Hans torv og Sankt Hans gade
- 1882 Navneændring til Friskolen i Sankt Hans Gade
- 1883 benævnt Friskolen i sankt Hans gade 25 og filialen på Sankt Hans torv.
- 1884 Filialen selvstændig
- 1984 Skolen blev nedlagt